# Guy Debord
Guy Debord (París, 28 de desembre de 1931 - Bellevue-la-Montagne, 30 de novembre de 1994) va ser un filòsof, escriptor i cineasta francès, membre de la Internacional Lletrista, del grup radical de postguerra Socialisme o barbàrie i fundador i principal teòric de la Internacional Situacionista.
La seva obra principal és La societat de l'espectacle (1967).